# ویلهلم پدرسن
توماس ویلهلم پدرسن (۲۸ ژوئیه ۱۸۲۰- ۱۳ مارس ۱۸۵۹) یک نقاش و تصویرگر دانمارکی بود که او را به خاطر تصاویری که برای قصه های هانس کریستین آندرسن کشیده است می شناسند . او نخستین هنرمندی بود که آثار آندرسن را به تصویر کشید. نقاشی های او به چاپ تبدیل شد و در نسخه های دانمارکی و آلمانی استفاده شده است.

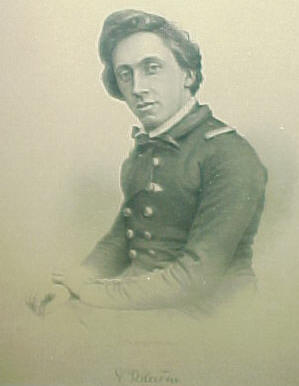
ویلهلم پِدرسن

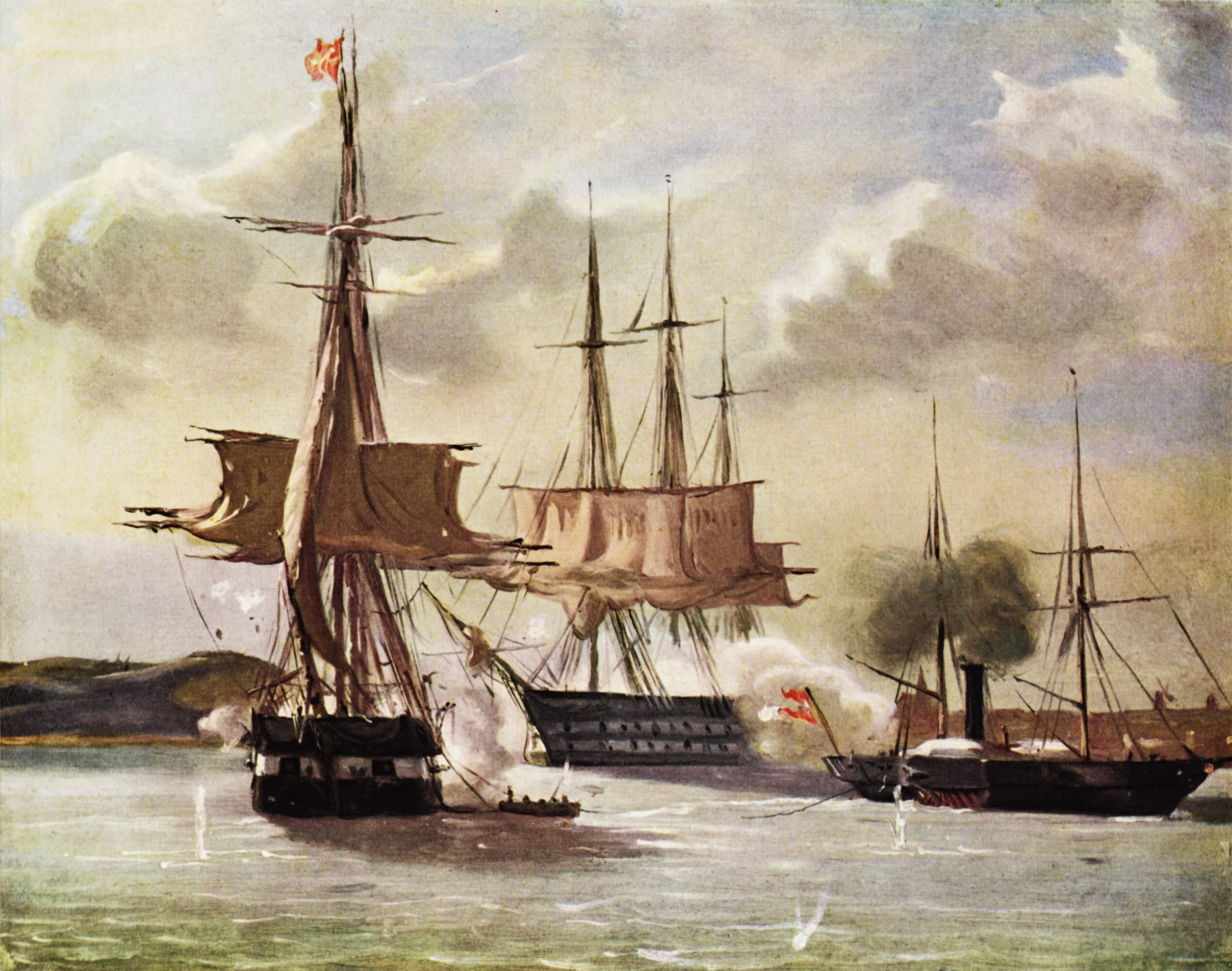
صحنه ای از نبرد اکرنفرود

## زندگینامه
پدرسن در کارلسلوند متولد شد. وی مانند پدر خود در نیروی دریایی سلطنتی دانمارک افسر شد. او به نقاشی علاقه‌مند بود و در سال ۱۸۴۳ کریستیان هشتم به وی چهار سال مرخصی با دستمزد داد تا وی بتواند به دنبال حرفه هنری خود برود. او به همراه ویلهلم مارشترند تحصیل کرد و در آکادمی هنرهای زیبای سلطنتی دانمارک ثبت نام کرد. وی برای اولین بار آثار خود را در سال ۱۸۴۷ به نمایش گذاشت. وی همچنین در نبرد اکرنفرود شرکت کرد . 

## تصاویر هانس کریستین اندرسن
نخستین داستان های آندرسن بدون تصویر سازی منتشر شد ، اما در سال ۱۸۴۹محبوبیت وی رو به افزایش بود و مجموعه ای جدید و پنج جلدی از داستان های او با ۱۲۵تصویر توسط پدرسن منتشر شد. تصاویر پدرسن مورد علاقه نویسنده قرار گرفت ، و امروز در دانمارک ، از داستانهای پریان جدا نیستند مانند: تصاویر جان تنیل برای آلیسهای لوئیس کارول آلیس در سرزمین عجایب یا کوئنتین بلیک برای روالد دال است .
چوب های چوبی از نقاشی های پدرسن برای اولین بار برای یک نسخه آلمانی درلایپزیگ منتشر شد .

## زندگی خصوصی
پسرانش تورول پدرسن (۱۹۴۲-۱۸۵۸) و ویگو پدرسن (۱۹۲۶-۱۸۵۴) نیز نقاش بودند.